# 邓氏墓群
邓氏墓群，位于中国广东省湛江市雷州市北和镇中央村，为湛江市雷州市的一个市级文物保护单位，类型为古墓葬，公布时间为2001年8月17日。
邓氏墓群的历史年代为宋、元。